# Gagana
În folclorul rusesc, Gagana este o pasăre miraculoasă, cu cioc de fier și gheare de aramă, care trăiește pe insula Booyan (sau Bujan) și care este des menționată în incantații.
Alături de șarpele Garafena păzește piatra magică Alater, care vădește reale similitudini cu piatra sfântă, de formă emisferică, Omphalos din Delphi.